# Simona Postlerová
Simona Postlerová (Pilsen, 9 de noviembre de 1964- Praga, 5 de febrero de 2024) fue una actriz checa.

## Biografía
Hija de Jana Postlerová y Alexandr Postler. Estudió en la Academia de Artes Escénicas de Praga. Trabajó como actriz en el Teatro en Vinohrady y en el Teatro Nacional de Praga desde 1987 a 1992.
Contrajo matrimonio con Zdenek Hrásek fue madre de Damián y Jana Magdalena Hrášková.
Falleció el 5 de febrero de 2024 a los 59 años, murió en su apartamento en Vinohrady de Praga.

## Filmografía
- 1991, Territorio del rey blanco
- 2016, Rapl
- 1999, Hotel Herbich